# Мелгуновски курган

## История
Разкопките на могилата започват през месец септември 1763 г. край с. Копани, Знамянски район, Кировоградска област. Ръководител на разкопките е Алексей Мелгунов, по-късно генерал-губернатор на Новоруска губерния. По-късно, допълнителната изследователска работа се извършва от Владимир Ястребов (1892 г.), от Нинел Бокий (1990 г.) и от Юрий Болтрик (2019 година). 
Разкопките установяват, че могилата е изградена през VII в. пр. Хр. и претърпява сериозни промени през IV в. пр. Христа. Допълнителните резултати от археологическата дейност на учените са противоречиви, съществуват и разминавания в датировката на погребалните предмети.
В записките на Мелгунов височината на могилата е записана между 10 и 10,5 м, но на база сравнения с други могили от същата епоха, Бокий предлага като по-вероятна височина от 6 до 6,4 метра. 
Могилният насип се състои от изгорена шлакова пръст. В отделни пластове са открити останки от разтопени метали, изгорени кости, камъни, пръст и глина, примесени с въглища. Според изследователите, като част от погребалния ритуал е използван огън.
В резултат на по-нови проучвания е установен следният състав от предмети, намерени в могилния комплекс:
- железен меч с дръжка, покрита със златни плочки с орнаменти,
- златна подплата на ножницата с украшения и острие за окачване,
- пръстен от масивно злато,
- железен пръстен,
- златна тиара,
- сребърни детайли на централноазиатски столове, включително:
  - четири сребърни навърхника за краката на стола, орнаментирани с позлатен пояс и розетка,
  - четири сребърни цилиндрични плочи,
  - цилиндрични втулки със странични отвори,
- двадесет и три карамфила с покрита със злато глава и розетка върху нея,
- седемнадесет златни плочи с изображения на хищна птица с разперени криле,
- четиридесет бронзови върха на стрели,
- бронзова закопчалка за колчан, покрита със златни листа,
- златна правоъгълна плоча с редове от точки,
- златна плоча с изображения на животни,
- сребърна кръгла плоча, украсена с кръгове,
- фрагмент от малко по-голяма кръгла сребърна плоча.

Понастоящем, предметите се съхраняват в Ермитажа и в Харковския исторически музей. Голяма част от предметите в Харковския музей са унищожени по време на бомбардировките през 1941 година.

## Археологическа стойност
Паметникът е от изключително археологическо значение, представлявайки единствената известна запазена скитска дворцова могила от този период в Северното Черноморие.
Като общоприето начало на археологическата дейност на територията на Украйна се считат разкопките, извършени от Мелгунов.
През 2020 г. завършва реставрацията на могилния насип. Монтиран е паметен знак.

## В украинската символика
Изображението на златен орел от могилата е основен елемент на герба на Кировоградска област.